# Maria Simelius
Anna Maria Simelius, född Tulindberg 30 december 1792 i Uleåborg, död 26 februari 1843 i Helsingfors, var en finländsk publicist. Hon drev den första tryckpressen i Helsingfors mellan 1826 och 1843. 
Simelius var dotter till musikern Erik Tulindberg och glashandlaren Margareta Christina Nylander (1768–1843) samt syster till matematikern Claes Albert Tulindberg. Hon gifte sig 1820 med Jakob Simelius (1785–1826), översättare vid regeringskonsulatet, som år 1819 grundade stadens första tryckeri. Vid makens död år 1826 tog hon över tryckeriet under namnet J. Simelii Enka. Hon drev företaget med framgång, utökade både personal och lokaler och utgav flera välkända verk. Hon hade två döttrar, flickskolläraren Helena Kristina (5 augusti 1821 – 7 oktober 1889) och Jacobina Maria (16 november 1822 – 22 december 1895), och lämnade tryckeriet till den sistnämndas make doktor Leonard Fahlander.